# Concurso Literario Juan Carlos Onetti
El Premio Concurso Literario Juan Carlos Onetti, también conocido como premio Onetti, es un certamen de literatura de Uruguay. 
Originalmente fue impulsado por el escritor Juan Carlos Onetti, en ese entonces funcionario municipal, con el nombre de Concurso Literario Municipal en 1960.
En 2011, la Intendencia de Montevideo rebautizó al concurso para homenajear al célebre autor.

## Premiados desde 2011

### Narrativa
- 2011: Alondra Badano, por La suerte del olvido.[3]
- 2012: Ramón Albín de María, por En olor de santidad.[4]
- 2013: Rafael Mandressi, por Siempre París.[5]
- 2014: Héctor Aníbal Uboldi, por Padre Nuestro.[6]
- 2015: Pedro Giudice, por El fractal de Julia.[7]
- 2016: Valentín Trujillo, por ¡Cómanse la ropa!.[8][9]
- 2017: Juan Pablo Rodríguez Laureano, por Humo.[10]
- 2018: Gonzalo Palermo Marsiglia, por Después de la guerra contra los conejos.[11]
- 2019: primer premio desierto.[12]
- 2020: Federico Mateus Ferreira, por La inmortal del siglo XX[13]
- 2021: Gabriela Escobar, por Si las cosas fuesen como son[14]
- 2022: Sebastián Míguez Conde, por En el cuerpo de quién[15]
- 2023: Manuel Soriano, por Las chicas doradas[16]
- 2024: Daniela Olivar,  por Gurisas chicas.[17]

### Poesía
- 2011: Juan Adolfo Bertoni, por Está muy luz el cuello de la muerte.[3]
- 2012: Roberto López Belloso, por Poemas encontrados en la primera década.[4]
- 2013: René Fuentes, por Caballo que ladra.[5]
- 2014: Gabriela Onetto, por Espiar/expiar.[6]
- 2015: primer premio desierto.
- 2016: René Fuentes, por Periplo cerrado.[9]
- 2017: Rosana Malaneschii Delgado, por Con Anna Ajmátova.[10]
- 2018: El premio fue declarado desierto.[11]
- 2019: Pablo Thiago Rocca, por Los cuadernos del dios Verde.[12]
- 2020: Gerardo José Ciancio Díaz, por Linaje[13]
- 2021: Magdalena Portillo, por Catedrales Nocturnas[14]
- 2022: Gerardo José Ciancio Díaz, por Casa de salud[15]
- 2023: Juan Andrés Felártigas, por Ya no seremos tapa de disco[16]
- 2024:  Ailín Curbelo Cabrera, por Cuánta fe se necesita para sostener un cuerpo [17]

### Dramaturgia
- 2011: Andrés Echevarría, por Cuando la luna vuelve a su casa.[3]
- 2012: Santiago Sanguinetti, por Sobre la teoría del eterno retorno aplicada a la revolución en el Caribe.[4]
- 2013: Sandra Massera, por Hotel blanco.[5]
- 2014: Raquel Diana, por El tipo que vino a la función.[6]
- 2015: Analía Torres Herrera, por Mancuso.[7]
- 2016: primer premio desierto.
- 2017: Álvaro Ahunchain Ramos, por Marionetas.[10]
- 2018: Federico Puig Silva, por Y.[11]
- 2019: Ignacio Revello, por Manifiesto para unicornios insatisfechos.[12]
- 2020: Alejandra Gregorio Zito, por Aquellos lugares donde.[18]
- 2021: María Alejandra Gregorio, por Acostarse a la orilla de una rajadura[14]
- 2022: Federico Puig Silva, por El lugar donde nacen las olas
- 2023: Juan Sebastián Peralta, por Luz[16]
- 2024: Federico Siliuva, Plantar bandera [17]

### Narrativa Infantil y Juvenil
- 2014: María Noel Toledo, por El enigma de Mona Lisa.[6]
- 2015: Gonzalo Salinas, por La niebla.[7]
- 2016: Alicia Alba Cabrera, por El club de las no besadas.[9]
- 2017: Rodrigo Castillo, por La muela del diablo.[10]
- 2018: Gonzalo Salinas, por Las danzas vírgenes.[11]
- 2019: Fernando González Rodríguez, La Reina.[12]
- 2020: Alicia Alba Cabrera, por En todas las familias nacen parientes
- 2021: Sofía Aguerre, por Adagio[14]
- 2022: Martín Otheguy, por La feria de sueños del conde Miserias[15]
- 2023: Edgardo Fabián Lucas Silva, por El corazón de piedra de la tía Perla[16]
- 2024: Mercedes Calvo, Versos de pico y hocico [17]

### Historieta
- 2014: Gabriel Ciccariello, por Sombras, el seudónimo de Arepas.[6]
- 2015: Santiago Latorre, por Un viaje soñado.[7]
- 2016 (última convocatoria): Alejandro Rodríguez Juele, por Regreso a las montañas de la locura.[9]

## Premiados desde 1960
Ver: Anexo:Concurso Literario Juan Carlos Onetti